# مرغابی شاخه‌نشین

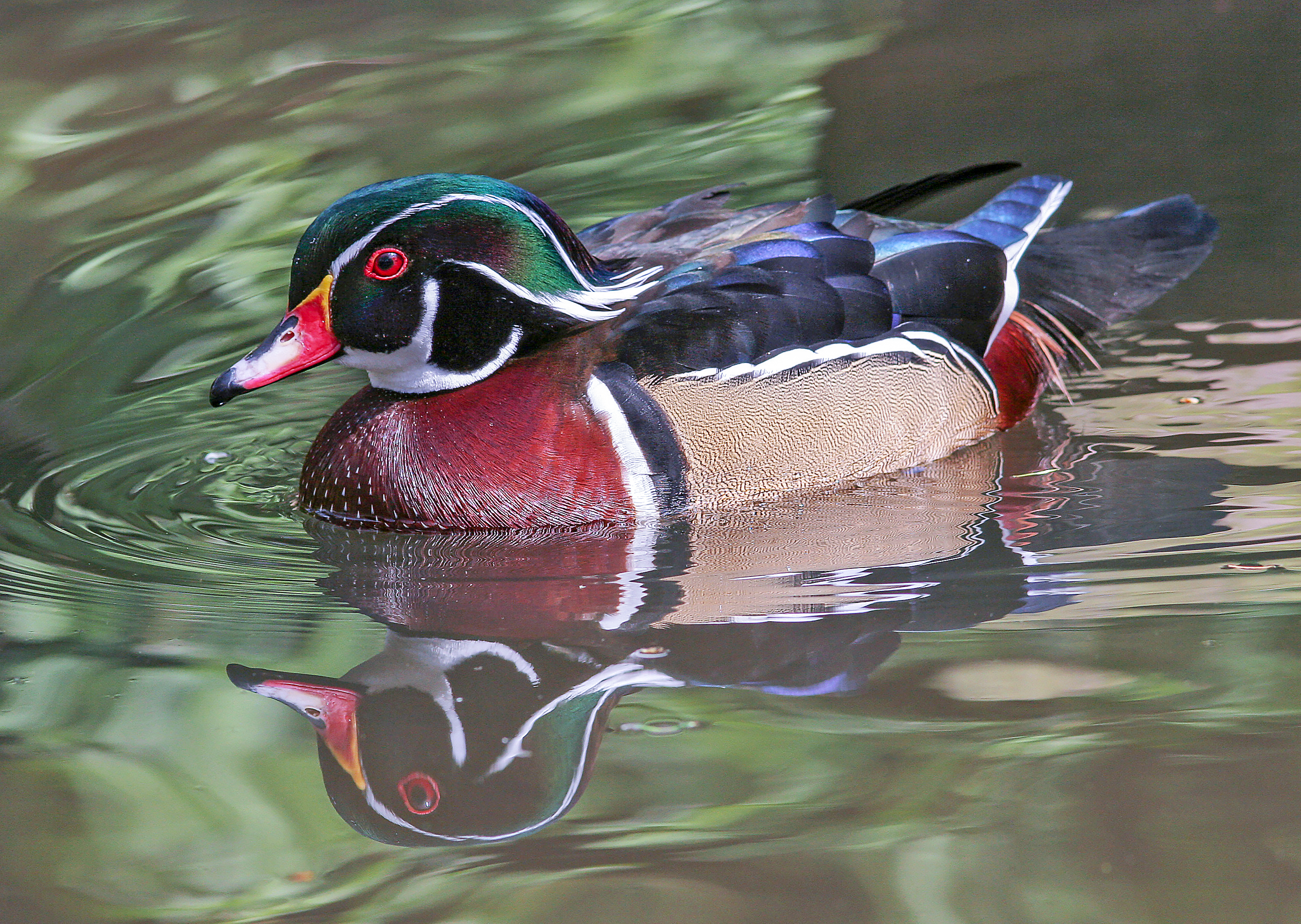
اردک جنگلی، Aix sponsa یکی از مرغابی‌های شاخه‌نشین

اصطلاح مرغابی شاخه‌نشین (به انگلیسی: Perching duck) در زبان عامیانه به معنای هر گونه اردک است که با آمادگی آنها برای نشستن در بلندی درختان مشخص می‌شود.
تا پایان سدهٔ بیستم، مرغابی‌های شاخه‌نشین به معنای Cairinini بودند، تباری از اردک‌های خانواده مرغابی، غاز و قو (مرغابیان)، که بر اساس آمادگی برای نشستن روی درختان در کنار هم قرار گرفتند. سپس نشان داده شد که گروه‌بندی پیراتبار است و شباهت ظاهری آنها ناشی از فرگشت همگرا است، با اعضای مختلف که بیشتر به اردک‌های مختلف مرتبط هستند تا با یکدیگر.
گونه‌های اردک شاخه‌نشین عبارتند از:
زیرخانوادهٔ غازهای سیخ‌بال
- غاز سیخ‌بال Plectropterus gambensis

زیرخانوادهٔ عروس‌مرغابیان
- خوتکای سالوادوری Salvadorina waigiuensis (در ابتدا در زیرخانوادهٔ Anatinae قرار داشت)
- مرغابی آبی Hymenolaimus malacorhynchos
- مرغابی تندآب Merganetta armata

زیرخانوادهٔ مرغابیان
- مرغابی برزیلی Amazonetta brasiliensis

گونه‌هایی که به‌طور رسمی در تبار Cairdinini بودند و زیرخانواده کنونی مشخصی ندارند، عبارتند از:
- مرغابی نوک‌تاج Sarkidiornis melanotos: Tadorninae یا Basal Anatinae؟
- مرغابی گوش‌صورتی Malacorhynchus membranaceus: Tadorninae یا Oxyurinae؟
- مرغابی هارتلاوب Pteronetta hartlaubi: Anatinae یا یک کلاد بسیار متمایز؟
- غاز کوتوله سبز Nettapus pulchellus: Anatinae یا تبارشاخه گندوانایی؟
- خوتکای هندی Nettapus coromandellanus: Anatinae یا تبارشاخه گندوانایی؟
- غاز کوتوله آفریقایی Nettapusre auritus: Anatinae یا تبارشاخه گندوانایی؟
- مرغابی اسرائیلی Cairina moschata: Anatinae یا Tadorninae؟
- مرغابی بال‌سفید Cairina scutulata: Anatinae یا نزدیک‌تر به Aythyinae؟
- مرغابی جنگلی Aix sponsa: Anatinae یا Tadorninae؟
- مرغابی ماندارین Aix galericulata: Anatinae یا Tadorninae؟
- خوتکای حلقه‌دار Callonetta leucophrys: Anatinae یا Tadorninae؟
- مرغابی یال‌دار Chenonetta jubata: Anatinae یا Tadorninae؟